# 德罗河畔欧里亚克
德羅河畔欧里亚克（法語：Auriac-sur-Dropt，法語發音：[oʁjak syʁ dʁo]）是法国洛特-加龙省的一个市镇，位于该省西北部，属于马尔芒德区。

## 地理
德罗河畔欧里亚克（44°38'55"N, 0°14'45"E）面积5.28 平方千米，位于法国新阿基坦大区洛特-加龍省，该省份为法国西南部内陆省份，北起多爾多涅省，西接吉倫特省和朗德省，南至热尔省，东临塔恩-加龙省和洛特省。
与德罗河畔欧里亚克接壤的市镇（或旧市镇、城区）包括：迪拉斯、蒙特通、帕尔达扬、德罗河畔圣皮埃尔。

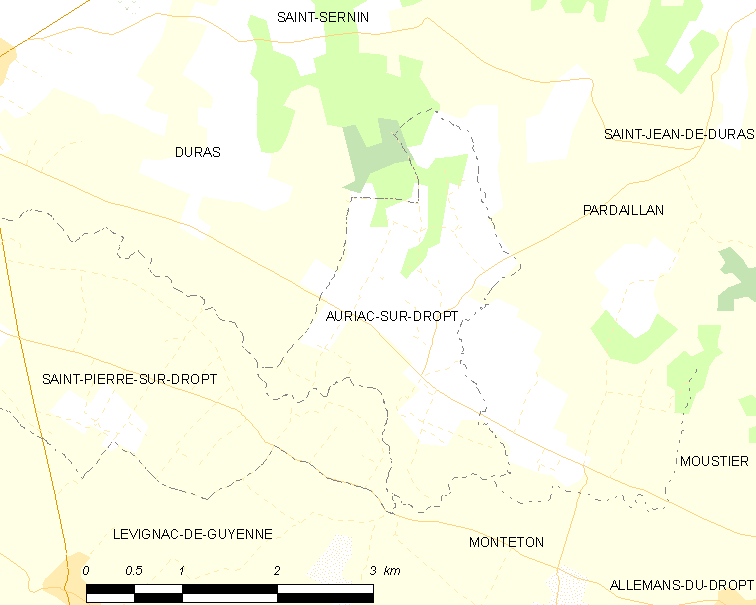
德罗河畔欧里亚克的OSM定位图

德罗河畔欧里亚克的时区为UTC+01:00、UTC+02:00（夏令时）。

## 行政
德罗河畔欧里亚克的邮政编码为47120，INSEE市镇编码为47018。

## 政治
德罗河畔欧里亚克所属的省级选区为吉耶讷山丘县。

## 人口

1962-2008年间德罗河畔欧里亚克人口变化图示

德罗河畔欧里亚克于2022年1月1日时的人口数量为174人。